# Mestre Calcio 1997-1998
Questa pagina raccoglie le informazioni riguardanti il Mestre Calcio nelle competizioni ufficiali della stagione 1997-1998.

## Rosa
| N. |                   | Ruolo | Calciatore          |
| -- | ----------------- | ----- | ------------------- |
|    | Italia (bandiera) | D     | Alessandro Antinori |
|    | Italia (bandiera) | A     | Alessandro Bertan   |
|    | Italia (bandiera) | P     | Loris Biasetto      |
|    | Italia (bandiera) | P     | Lorenzo Cima        |
|    | Italia (bandiera) | A     | Giancarlo Ferrara   |
|    | Italia (bandiera) | C     | Giorgio Franceschi  |
|    | Italia (bandiera) | A     | Diego Grassi        |
|    | Italia (bandiera) | A     | Alessandro Iannello |
|    | Italia (bandiera) | D     | Pierpaolo Lauretti  |
|    | Italia (bandiera) | D     | Pietro Mariniello   |
|    | Italia (bandiera) | A     | Antonio Marino      |
|    | Italia (bandiera) | A     | Alessio Maso        |
|    | Italia (bandiera) | D     | Federico Molinari   |
|    | Italia (bandiera) | C     | Giovanni Montalbano |
|    | Italia (bandiera) | C     | Franco Mori         |
|    | Italia (bandiera) | D     | Patrick Panucci     |

| N. |                   | Ruolo | Calciatore        |
| -- | ----------------- | ----- | ----------------- |
|    | Italia (bandiera) | C     | Simone Pasticcio  |
|    | Italia (bandiera) | C     | Eddy Perenzin     |
|    | Italia (bandiera) | A     | Maurizio Rizzioli |
|    | Italia (bandiera) |       | L. Scarpa         |
|    | Italia (bandiera) | C     | Marco Scarpa      |
|    | Italia (bandiera) |       | S. Scarpa         |
|    | Italia (bandiera) | D     | Federico Scozzi   |
|    | Italia (bandiera) |       | Siepi             |
|    | Italia (bandiera) | D     | Agostino Siviero  |
|    | Italia (bandiera) | C     | Adolfo Sormani    |
|    | Italia (bandiera) | C     | Manuel Spinale    |
|    | Italia (bandiera) | P     | Tito Tonella      |
|    | Italia (bandiera) | D     | Roberto Vecchiato |
|    | Italia (bandiera) | C     | Filippo Vianello  |
|    | Italia (bandiera) | A     | Matteo Vianello   |
|    | Italia (bandiera) | A     | Alvaro Zian       |